# Aeon
Gli Aeon sono un gruppo death metal svedese originario di Östersund e attivo dal 1999.

## Formazione

### Formazione attuale
- Tommy Dahlström – voce (1999–presente)
- Sebastian "Zeb" Nilsson – chitarra elettrica, cori (1999–presente)
- Tony Östman – basso (2013–presente)

### Ex componenti
- Morgan Nordbakk – chitarra (1999–2001)
- Arttu Malkki – batteria (1999–2002, 2010–2013)
- Johan Hjelm – basso (1999–2006)
- Daniel Dlimi – chitarra (2001–2013)
- Nils Fjellström – batteria (2002–2010)
- Max Carlberg – basso (2006–2009)
- Victor Brandt – basso (2009–2010)
- Marcus Edvardsson – basso (2010–2013)
- Ronnie Björnström – chitarra (2013–2015)
- Emil Wiksten – batteria (2013–2016)

## Discografia
Album in studio
- 2005 - Bleeding the False
- 2007 - Rise to Dominate
- 2010 - Path of Fire
- 2012 - Aeons Black
- 2021 - God ends here

EP
- 2001 - Dark Oder